# (33500) 1999 GV19
1999 GV19 (asteroide 33500) é um asteroide da cintura principal. Possui uma excentricidade de 0.11375360 e uma inclinação de 13.08122º.
Este asteroide foi descoberto no dia 15 de abril de 1999 por LINEAR em Socorro.